# Gaiety Theatre (London)
Gaiety Theatre var en teater i London. Den byggdes 1864 och hade då namnet Strand Musick Hall. 1868 döptes den om till Gaiety Theatre och var först känd som Music Hall och senare för musical burlesque, pantomim och operetter. Från 1868 till 1890-talet hade den ett stort inflytande på utvecklingen av modern musical comedy.
Under ledning av John Hollingshead hade teatern flera tidiga succéer som Thespis av W. S. Gilbert och Arthur Sullivan, och andra lättare operor och operetter. Hollingsheads sista uppsättning var burlesken Little Jack Sheppard (1885–86) som han satte upp tillsammans med sin efterträdare George Edwardes.
På 1890-talet införde teatern en ny form av musikteater i London, Edwardian musical comedy. Dessa shower anställde kvinnliga dansöser kända som Gaiety Girls och blev väldigt populära och inspirerande för andra Londonteatrar. En stor framgång var The Shop Girl (1894), vilken följdes av många andra "girl"-tematiska musikaler. Byggnaden revs 1903 och teatern flyttade till en annan del av London. 1939 stängdes teatern och stod tom under Andra världskriget. Den skadades svårt under bombningarna och revs 1956.